# مديرية المضاربة والعارة

تعديل مصدري - تعديل

مديرية المَضارِبة والعارَة إحدى مديريات محافظة لحج في اليمن. بلغ عدد سكانها 45808 نسمة عام 2004.

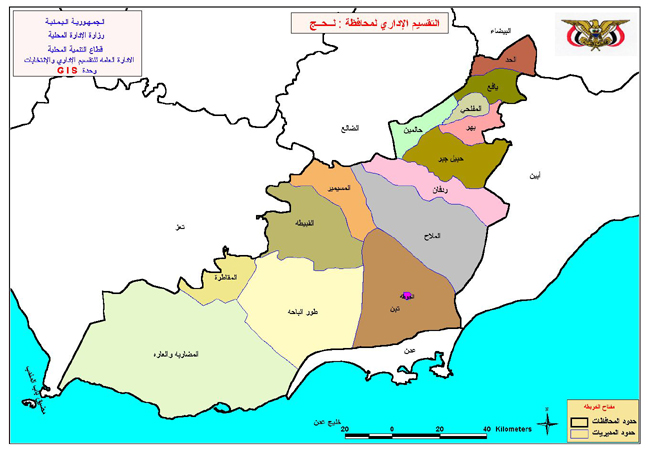
موقع مديرية المضاربة والعارة في محافظة لحج

وبمساحة تقدر ب 3620 كيلو متر مربع